# Cell Death and Differentiation
Cell Death and Differenciation (abrégé en Cell Death Differ.), est une revue scientifique britannique mensuelle spécialisée en recherche fondamentale dans les processus de différenciation cellulaire et dans la biologie moléculaire et la biochimie de la mort cellulaire (apoptose, nécrose, etc.) normale et physiopathologique.
D'après le Journal Citation Reports, le facteur d'impact de ce journal était de 8,184 en 2014. Actuellement, le directeur de publication est Gerry Melino.